# Lê Chung
Lê Chung là một xã thuộc huyện Hòa An, tỉnh Cao Bằng, Việt Nam.

## Địa lý
Xã Lê Chung nằm ở phía nam huyện Hòa An, cách thành phố Cao Bằng 3 km, cách thị trấn Nước Hai khoảng 20 km, có vị trí địa lý:
- Phía đông và phía bắc giáp thành phố Cao Bằng
- Phía tây giáp xã Bạch Đằng
- Phía nam giáp huyện Thạch An.

Xã Lê Chung có diện tích 37,18 km², dân số năm 2019 là 1.189 người, mật độ dân số đạt 32 người/km², 
Trên địa bàn xã có một số ngọn núi như Khuổi Cáy, Khuổi Goòng, Tăng Xê Nhật và khau Quân. Ngoài sông Hiến chảy qua phần phía tây, xã còn có suối Hồng Bạch, suối Goòng Nưa, suối Hồng Minh, suối Khuổi Thán.

## Hành chính
Xã Lê Chung được chia thành 9 xóm: Goòng Nưa, Khuổi Thán, Nà Đin, Goòng Chang, Nà Mẩn, Nà Tổng, Pác Háo - Nà Pìn, Pác Khuổi, Khuổi Diển - Nà Mười.

## Lịch sử
Ngày 21 tháng 8 năm 1971, Bộ trưởng Phủ Thủ tướng ban hành Quyết định số 225-TTg về việc về việc điều chỉnh địa giới hành chính huyện Hòa An để mở rộng thị xã Cao Bằng trên cơ sở sáp nhập 9 xóm: Nà Lắc, Nà Chướng, Nà Hoàng, Nà Gà, Nà Rụa, Nà Phía, Nà Đoỏng, Mỏ Muối và Khuổi Tít thuộc xã Lê Chung.